# Trubetskoj
Trubetskoj (ryska: Трубецкой) är rysk furstesläkt, som har anor från litauiske storfursten Olgerd (död 1377), Vladislav II:s far, och som har sitt namn efter staden Trubtjevsk.

## Några bemärkta släktmedlemmar
- Aleksej Trubetskoj (död 1680)
- Anastasija Trubetskaja (1700–1755)
- Dmitrij Trubetskoj (död 1625)
- Fjodor Trubetskoj (död 1602)
- Ivan Trubetskoj (1667–1750)
- Jevgenij Trubetskoj (1863–1920)
- Nikita Trubetskoj (död 1608)
- Nikita Trubetskoj (1699–1767)
- Nikolaj Trubetskoj (1828–1900)
- Nikolaj Trubetskoj (1890–1938)
- Paolo Trubetskoj (1866–1938)
- Sergej Trubetskoj (1790–1860)
- Sergej Trubetskoj (1862–1905)
- Vasilij Trubetskoj (1776–1841)